# Cruztitla
Cruztitla es una localidad de México localizada en el municipio de Huejutla de Reyes en el estado de Hidalgo.

## Geografía
Se encuentra en la región geográfica de la Huasteca hidalguense. A la localidad le corresponden las coordenadas geográficas 21° 14’ 31.348” de latitud norte y 98° 30’ 56.843” de longitud oeste, con una altitud de 84 m s. n. m. Cuenta con un clima semicálido húmedo con abundantes lluvias en verano.
En cuanto a fisiografía se encuentra en la provincia de la Llanura Costera del Golfo Norte , dentro de la subprovincia del Llanuras y Lomeríos; su terreno es de lomerío. En lo que respecta a la hidrografía se encuentra posicionado en la región de Pánuco, dentro de la cuenca del río Moctezuma, en la subcuenca de río Tempoal.

## Demografía
En 2020 registró una población de 527 personas, lo que corresponde al 0.42 % de la población municipal. De los cuales 276 son hombres y 251 son mujeres.
| Gráfica de evolución demográfica de Cruztitla entre 1910 y 2020                              |
|                                                                                              |
| Población de los censos y conteos del Instituto Nacional de Estadística y Geografía (INEGI). |